# La Sacrée
Pour plus de détails, voir Fiche technique et Distribution.
La Sacrée est un film franco-ontarien réalisé par Dominic Desjardins sorti en 2011.

## Synopsis
François Labas est un arnaqueur fauché qui cherche à épouser la riche héritière Sophia Bronzeman, la « reine des cosmétiques ». Cependant, cette dernière insiste d'être enceinte avant de se commettre dans un mariage. Le problème pour le prétendu « idéateur », c'est qu'un test de fertilité montre qu'il serait stérile. Mais, à la suite de l'héritage d'une grange familiale, il découvre qu'une ancienne bière artisanale, la Sacrée, pourrait régler son infertilité.

## Fiche technique
- Titre original : La Sacrée
- Réalisation : Dominic Desjardins
- Scénario : Daniel Marchildon, en collaboration avec Dominic Desjardins
- Musique : David Wall, Adam White et Jamie Shields
- Direction artistique : Colleen Marchand
- Costumes : Izabelle Nuckle
- Maquillage : Samantha Caldwell
- Coiffure : Kayla Manasseri
- Photographie : Karl Roeder
- Son : Simon Paine, Stephen Traub
- Montage : Tiffany Beaudin
- Production : Mark Chatel
- Société de production : Balestra Productions
- Sociétés de distribution : FunFilm Distribution
- Budget : 1,2 million de dollars[1]
- Pays d'origine :  Canada
- Langue originale : français
- Format : couleur (Technicolor)
- Genre : comédie
- Durée : 97 minutes
- Dates de sortie :
  - Canada : 18 septembre 2011 (première au Festival international du film Cinéfest Sudbury (en))[2]
  - Canada : 22 septembre 2011 (première ottavienne au Centre des arts Shenkman d'Orléans)[3]
  - Canada : 30 septembre 2011 (sortie en salle au Québec)
  - Canada : 6 octobre 2011 (Festival de cinéma de la ville de Québec)
  - Canada : 15 mai 2012 (DVD)
- Classification :
  - Québec : Visa général

## Distribution
- Marc Marans : François Labas
- Louison Danis : Martine Bottineau
- Geneviève Bilodeau : Angélique Corbière
- Damien Robitaille : Denis Maurice
- Marie Turgeon : Sophia Bronzeman
- Roch Castonguay : Armand Bottineau
- Carl Alacchi : le père Carlo Mezzini
- Rhéal Guévremont : Joseph Montcalm
- Peter Haworth : John McMarshall, promoteur immobilier
- Luc Thériault : le notaire
- Sylvain Landry : Jean-Guy Bottineau, agent immobilier
- James Bradford : Ed Bronzeman, père de Sofia
- Jean Pearson : André Houle, biérologue